# Emrik
Emrik eller Em(m)erich är ett gammalt högtyskt förnamn som härstammar från namnet Amalrich. Första namndelen "Amal" betecknar den östgotiska kungasläkten der Amaler.
Amal betyder duktig, rik, tapper, mäktig, herrskap
Andra källor ger namnet betydelsen hemmansägare, ledare, den som bestämmer. 
Andra varianter av namnet är:
- Emmerich
- Amalrich
- Imre
- Emeric
- Emric
- Emery
- Amaury
- Émeric
- Aymeric